# 雪那贡巴
雪那贡巴，位于西藏自治区日喀则地区康马县，是一座藏传佛教寺院。

## 简介
雪那贡巴的佛塔与哲姆寺的佛塔一样，都创建于吐蕃早期。雪那贡巴的佛塔是一座规模较大的坛城形佛塔，佛塔占地面积144平方米，石砌，塔肚是一圆形石圈，直径7.5米，高3米。这是坛城形佛塔，也是西藏覆钵式佛塔之雏型。该塔和哲姆寺佛塔都是西藏早期坛城型佛塔的代表。